# William James
William James (sinh 11 tháng 1 năm 1842 - mất 26 tháng 8 năm 1910) là một nhà tâm lý học và triết học tiên phong người Mỹ. Ông đã viết những cuốn sách có tầm ảnh hưởng về khoa học tâm lý, tâm lý học giáo dục, tâm lý học trải nghiệm tôn giáo, chủ nghĩa thần bí cũng như triết học về chủ nghĩa thực dụng. Ông là anh của nhà văn Henry James và của Alice James.
William James là một người có nhiều ảnh hưởng tới nhiều và học giả như Ralph Waldo Emerson, Horace Greeley, William Cullen Bryant, Oliver Wendell Holmes, Jr., Charles Peirce, Josiah Royce, George Santayana, Ernst Mach, John Dewey, W. E. B. Du Bois, Helen Keller, Mark Twain, Horatio Alger, Jr., James George Frazer, Henri Bergson, H. G. Wells, G. K. Chesterton, Sigmund Freud, Gertrude Stein, và Carl Jung.

## Danh ngôn
- "Ý thức sẽ tự động xóa bỏ tất cả các quy trình, một khi các quy trình này không còn cần thiết nữa"[2]